# آرشي كامبل
آرشي كامبل (بالإنجليزية: Archie Campbell)‏ (10 يناير 1991 بدنفيرملين في المملكة المتحدة - ) هو لاعب كرة قدم بريطاني في مركز الهجوم. شارك مع منتخب اسكتلندا تحت 17 سنة لكرة القدم ومنتخب اسكتلندا تحت 19 سنة لكرة القدم. أما مع النوادي، فقد لعب مع كيلتي هارتز ونادي دمبرتون ونادي رينجرز ونادي كلايد ونادي كاودينبيث لكرة القدم ونادي غرينوك مورتون.

## وصلات خارجية
- آرشي كامبل على موقع قاعدة بيانات كرة القدم.إي يو (الإنجليزية)
- آرشي كامبل على موقع Soccerbase.com (لاعب) (الإنجليزية)